# Szajch Hadid
Szajch Hadid (arab. شيخ حديد) – miejscowość w Syrii, w muhafazie Hama. W 2004 roku liczyła 1958 mieszkańców.